# 3100 Zimmerman
3100 Zimmerman è un asteroide della fascia principale. Scoperto nel 1977, presenta un'orbita caratterizzata da un semiasse maggiore pari a 2,2591123 UA e da un'eccentricità di 0,0871583, inclinata di 2,82186° rispetto all'eclittica.
L'asteroide è dedicato a Nikolaj Vladimirovič Cimmerman (1890-1942), professore all'Università di Leningrado celebre per i suoi lavori di astrometria e catalogazione stellare.